# シカゴ市長
シカゴ市長（英語：Mayor of Chicago）は、アメリカ合衆国のイリノイ州シカゴ市の市長である。シカゴ市議会の助言と同意を得て各部門の局長などを任命する。

## 選挙
4年ごとの2月の最終火曜日に一般投票によって選出される。投票の50パーセント以上を得た候補者がいない場合、決選投票は4月の第1火曜日に実施される。選挙は無党派的に開催されており、市長の任期制限の無い都市としてはアメリカ最大である。

## 歴史
初代市長はウィリアム・バトラー・オグデンである。なお以下の2組は親子で市長を務めた。
- カーター・ハリソン・シニアとカーター・ハリソン・ジュニア
- リチャード・J・デイリーとリチャード・M・デイリー

初のシカゴ生まれの市長
- カーター・ハリソン・ジュニア

女性で初めての市長
- ジェーン・バーン

黒人で初めての市長
- ハロルド・ワシントン

なお暫定市長のデイヴィッド・デュヴァル・オアーが最短任期の市長である。リチャード・M・デイリーは1989年の選出以来6期も市長を務め、2010年9月に7期目の出馬を行わないと発表した。2010年12月26日にデイリーは父親を抜いて最長任期の市長となった。

## 市長の一覧
| #  | 画像 | 名前                                     | 在職期間                      | 政党                 | 備考                                                                         |
| -- | ---- | ---------------------------------------- | ----------------------------- | -------------------- | ---------------------------------------------------------------------------- |
| 1  |      | ウィリアム・バトラー・オグデン           | 1837年 - 1838年               | 民主党               |                                                                              |
| 2  |      | バックナー・スティス・モリス             | 1838年 - 1839年               | ホイッグ党           |                                                                              |
| 3  |      | ベンジャミン・ライト・レイモンド         | 1839年 - 1840年               | ホイッグ党           |                                                                              |
| 4  |      | アレクサンダー・ロイド                   | 1840年 - 1841年               | 民主党               |                                                                              |
| 5  |      | フランシス・コーンウォール・シャーマン   | 1841年 - 1842年               | 民主党               |                                                                              |
| 6  |      | ベンジャミン・ライト・レイモンド (2期目) | 1842年 - 1843年               | ホイッグ党           |                                                                              |
| 7  |      | オーガスタス・ギャレット                 | 1843年 - 1844年               | 民主党               |                                                                              |
| 8  |      | アルソン・シャーマン                     | 1844年 - 1845年               | Independent Democrat |                                                                              |
| 9  |      | オーガスタス・ギャレット (2期目)         | 1845年 - 1846年               | 民主党               |                                                                              |
| 10 |      | ジョン・パットナム・チェイピン           | 1846年 - 1847年               | ホイッグ党           |                                                                              |
| 11 |      | ジェームズ・カーティス                   | 1847年 - 1848年               | 民主党               |                                                                              |
| 12 |      | ジェームズ・ハッチンソン・ウッドワース   | 1848年 - 1850年               | Independent Democrat |                                                                              |
| 13 |      | ジェームズ・カーティス (2期目)           | 1850年 - 1851年               | 民主党               |                                                                              |
| 14 |      | ウォルター・S・ガーニー                  | 1851年 - 1853                 | 民主党               |                                                                              |
| 15 |      | チャールズ・マクニール・グレイ           | 1853年 - 1854年               | 民主党               |                                                                              |
| 16 |      | アイザック・ローレンス・ミリケン         | 1854年 - 1855年               | 民主党               |                                                                              |
| 17 |      | レヴィ・デイ・ブーン                     | 1855年 - 1856年               | American Party       |                                                                              |
| 18 |      | トーマス・ダイアー                       | 1856年 - 1857年               | 民主党               |                                                                              |
| 19 |      | ジョン・ウェントワース                   | 1857年 - 1858年               | 共和党               |                                                                              |
| 20 |      | ジョン・チャールズ・ヘインズ             | 1858年 - 1860年               | 民主党               |                                                                              |
| 21 |      | ジョン・ウェントワース (2期目)           | 1860年 - 1861年               | 共和党               |                                                                              |
| 22 |      | ジュリアン・シドニー・ラムゼイ           | 1861年 - 1862年               | 共和党               |                                                                              |
| 23 |      | フランシス・コーンウォール・シャーマン   | 1862年 - 1865年               | 民主党               |                                                                              |
| 24 |      | ジョン・ブレイク・ライス                 | 1865年 - 1869年               | 共和党               |                                                                              |
| 25 |      | ロズウェル・B・メイソン                  | 1869年 - 1871年               | 市民党               | 任期中にシカゴ大火発生。                                                     |
| 26 |      | ジョゼフ・メディル                       | 1871年 - 1873年               | Fireproof            | カナダ生まれ。                                                               |
| 27 |      | ハーヴィー・ドゥーリトル・コルヴィン     | 1873年 - 1875年               | 人民党               |                                                                              |
| 28 |      | モンロー・ヒース                         | 1876年 - 1879                 | 共和党               |                                                                              |
| 29 |      | カーター・ハリソン・シニア               | 1879年 - 1887年               | 民主党               | カーター・ハリソン・ジュニアの父                                             |
| 30 |      | ジョン・A・ロシュ                        | 1887年 - 1889年               | 共和党               |                                                                              |
| 31 |      | デウィット・クリントン・クリージャー     | 1889年 - 1891年               | 民主党               |                                                                              |
| 32 |      | ヘンステッド・ウォッシュバーン           | 1891年4月27日 - 1893年4月17日 | 共和党               |                                                                              |
| 33 |      | カーター・ハリソン・シニア (2期目)       | 1893                          | 民主党               |                                                                              |
| 34 |      | ジョージ・ベル・スウィフト               | 1893年                        | 共和党               | 市長代理                                                                     |
| 35 |      | ジョン・パトリック・ホプキンス           | 1893年 - 1895年               | 民主党               |                                                                              |
| 36 |      | ジョージ・ベル・スウィフト (2期目)       | 1895年 - 1897年               | 共和党               |                                                                              |
| 37 |      | カーター・ハリソン・ジュニア             | 1897年 - 1905年               | 民主党               | 初のシカゴ生まれ。カーター・ハリソン・シニアの息子。                         |
| 38 |      | エドワード・フィッツシモンズ・ダン       | 1905年 - 1907年               | 民主党               |                                                                              |
| 39 |      | フレッド・A・ブッセ                      | 1907年 - 1911年               | 共和党               |                                                                              |
| 40 |      | カーター・ハリソン・ジュニア (2期目)     | 1911年 - 1915年               | 民主党               |                                                                              |
| 41 |      | ウィリアム・ヘイル・トンプソン           | 1915年 - 1923年               | 共和党               |                                                                              |
| 42 |      | ウィリアム・エメット・デヴァー           | 1923年 - 1927年               | 民主党               |                                                                              |
| 43 |      | ウィリアム・ヘイル・トンプソン (2期目)   | 1927年 - 1931年               | 共和党               |                                                                              |
| 44 |      | アントン・サーマク                       | 1931年 - 1933年               | 民主党               | 在職中に暗殺された。オーストリア＝ハンガリー帝国クラドノ生まれ。             |
| 45 |      | フランク・J・コアー                      | 1933年                        | 民主党               | 32日間の代理市長。                                                           |
| 46 |      | エドワード・ジョゼフ・ケリー             | 1933年 - 1947年               | 民主党               |                                                                              |
| 47 |      | マーティン・H・ケネリー                  | 1947年 - 1955年               | 民主党               |                                                                              |
| 48 |      | リチャード・J・デイリー                  | 1955年 - 1976年               | 民主党               | 在職中に死去。リチャード・M・デイリーの父。                                  |
| 49 |      | マイケル・アンソニー・ビランディック     | 1976年 - 1979年               | 民主党               |                                                                              |
| 50 |      | ジェーン・マーガレット・バーン           | 1979年 - 1983年               | 民主党               | 初の女性市長                                                                 |
| 51 |      | ハロルド・ワシントン                     | 1983年 - 1987年               | 民主党               | 在職中に死去。初のアフリカ系アメリカ人。                                     |
| 52 |      | デイヴィッド・デュヴァル・オアー         | 1987年                        | 民主党               | 8日間の暫定市長                                                              |
| 53 |      | ユージン・ソーヤー                       | 1987年 - 1989年               | 民主党               | ハロルド・ワシントンの残りの任期を務める者として、市議会によって選出された。 |
| 54 |      | リチャード・M・デイリー                  | 1989年 - 2011年               | 民主党               | 最長在職記録保持者。リチャード・J・デイリーの息子。                          |
| 55 |      | ラーム・エマニュエル                     | 2011年 - 2019年               | 民主党               | 初のユダヤ系アメリカ人。                                                     |
| 56 |      | ロリ・ライトフット                       | 2019年 - 2023年5月15日        | 民主党               | 2023年市長選挙で落選、現職の落選は40年ぶり。                                 |
| 57 |      | ブランドン・ジョンソン                   | 2023年5月15日 - 現職          | 民主党               |                                                                              |